# One Hundred Men and a Girl
One Hundred Men and a Girl es una película musical dirigida por Henry Koster en 1937, y protagonizada por Deanna Durbin. Trata sobre la hija de una pareja de músicos pobres que consigue formar una orquesta sinfónica con sus amigos desempleados. Gracias a su persistencia, encanto y algunos malentendidos, es capaz de lograr que el famoso director de orquesta Leopold Stokowski los dirija en un concierto gracias al cual conseguirán un contrato con la radio. Esta es una de las dos películas en las que actúa Leopold Stokowski.
La película ganó el premio Óscar a la mejor banda sonora de dicho año 1937, entre un total de catorce filmes que estaban nominados ese año, entre los que se encontraban The Life of Emile Zola con música de Max Steiner o Lost Horizon con música de Dimitri Tiomkin.